# 切奇纳河谷蒙特卡蒂尼
切奇纳河谷蒙特卡蒂尼（義大利語：Montecatini Val di Cecina），是意大利托斯卡纳大区比萨省的一个市镇。总面积155.08平方公里，人口1859人，人口密度12.0人/平方公里（2009年）。ISTAT代码为050019。